# Día Internacional del Libro
El Día Internacional del Libro es una conmemoración celebrada cada 23 de abril a nivel mundial con el objetivo de fomentar la lectura, la industria editorial y la protección de la propiedad intelectual por medio del derecho de autor. Desde 1988, es una celebración internacional promovida por la UNESCO. El 15 de junio de 1989 se inició en varios países, para expandir la lectura y en 2010 la celebración ya había alcanzado más de cien.
Se trata de un día simbólico para la literatura mundial, ya que ese día, en 1616, fallecieron Cervantes, Inca Garcilaso de la Vega y Shakespeare (Cervantes en realidad murió el 22, pero fue enterrado el 23, y en cuanto a Shakespeare, ese 23 de abril corresponde al calendario juliano, vigente aún en la Inglaterra isabelina). La fecha también coincide con el nacimiento o la muerte de otros autores prominentes, como Teresa de la Parra, Maurice Druon, Haldor K.Laxness, Vladimir Nabokov, Josep Pla, Manuel Mejía Vallejo y William Wordsworth. El Día Internacional del Libro se creó en honor a estos autores fallecidos.
Fue natural que la Conferencia General de la UNESCO, celebrada en París en 1995, decidiera rendir un homenaje universal a los libros y autores en esta fecha, alentando a todos, y en particular a los jóvenes, a descubrir el placer de la lectura y a valorar las irreemplazables contribuciones de aquellos quienes han impulsado el progreso social y cultural de la humanidad. Respecto a este tema, la UNESCO creó el Día Mundial del Libro y del Derecho de Autor, así como el Premio UNESCO de Literatura Infantil y Juvenil pro de la Tolerancia.

## Historia

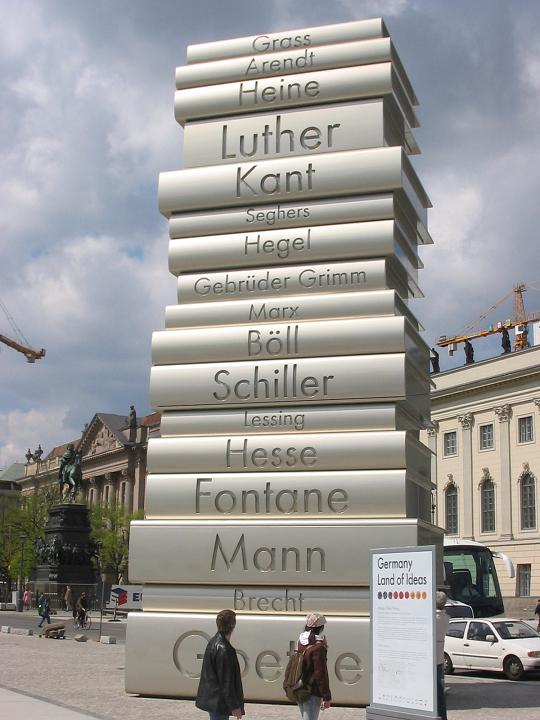
Der moderne Buchdruck (La imprenta), cuarta escultura (de seis) que se pudo contemplar en la exposición berlinesa Walk of Ideas con motivo de la Copa Mundial de Fútbol de 2006.

El 23 de abril fue elegido como «Día Internacional del Libro», pues supuestamente coincide con el fallecimiento de Miguel de Cervantes, William Shakespeare e Inca Garcilaso de la Vega en la misma fecha en 1616. Aunque la justificación inicial para haber escogido esta fecha fue la muerte de Cervantes, en realidad este falleció el 22 y fue enterrado el 23, que es cuando se consignó su fallecimiento; por su parte, Shakespeare murió el 23 de abril del calendario juliano, que corresponde al 3 de mayo del calendario gregoriano.
La Unión Internacional de Editores propuso esta fecha a la UNESCO, con el objetivo de fomentar la cultura y la protección de la propiedad intelectual por medio del derecho de autor. La Conferencia General de la UNESCO la aprobó en París el 15 de noviembre de 1995, por lo que a partir de dicha fecha el 23 de abril es el «Día Internacional del Libro y del Derecho de Autor».

## Capital Mundial del Libro
Cada año, la UNESCO y las tres organizaciones profesionales internacionales del mundo del libro (la Unión Internacional de Editores, la Federación Internacional de Libreros y la Federación Internacional de Asociaciones e Instituciones Bibliotecarias) eligen una capital mundial del libro cuyo mandato empieza cada 23 de abril.
El comité de selección eligió Atenas, capital de Grecia, por la calidad de sus actividades que lleva a cabo, que cuentan con el apoyo de todo el sector del libro. El objetivo es que los libros sean accesibles a toda la población, incluidos los migrantes y los refugiados.
En 2001 por iniciativa de la UNESCO se nombró a Madrid Capital Mundial del Libro. Desde entonces cada 23 de abril, un comité de selección, integrado por representantes de la Unión Internacional de Editores (UIE), la Federación Internacional de Libreros (FIL), Federación Internacional de Asociaciones de Bibliotecarios (IFLA) y la UNESCO, elige a diferentes ciudades del mundo que realizan durante el año actividades culturales relacionadas con los libros. 
En 2002 ocupó el puesto Alejandría, Nueva Delhi en 2003, Amberes en 2004, Montreal en 2005, Turín en 2006, Bogotá en 2007, Ámsterdam en 2008, Beirut en 2009, Liubliana en 2010, Buenos Aires en 2011, Ereván en 2012, Bangkok en 2013, Port Harcourt en 2014, Incheon en 2015, Breslavia en 2016, Conakri en 2017, Atenas en 2018, Sharjah en 2019, Kuala Lumpur en 2020, Tiflis en 2021 y Guadalajara en 2022.

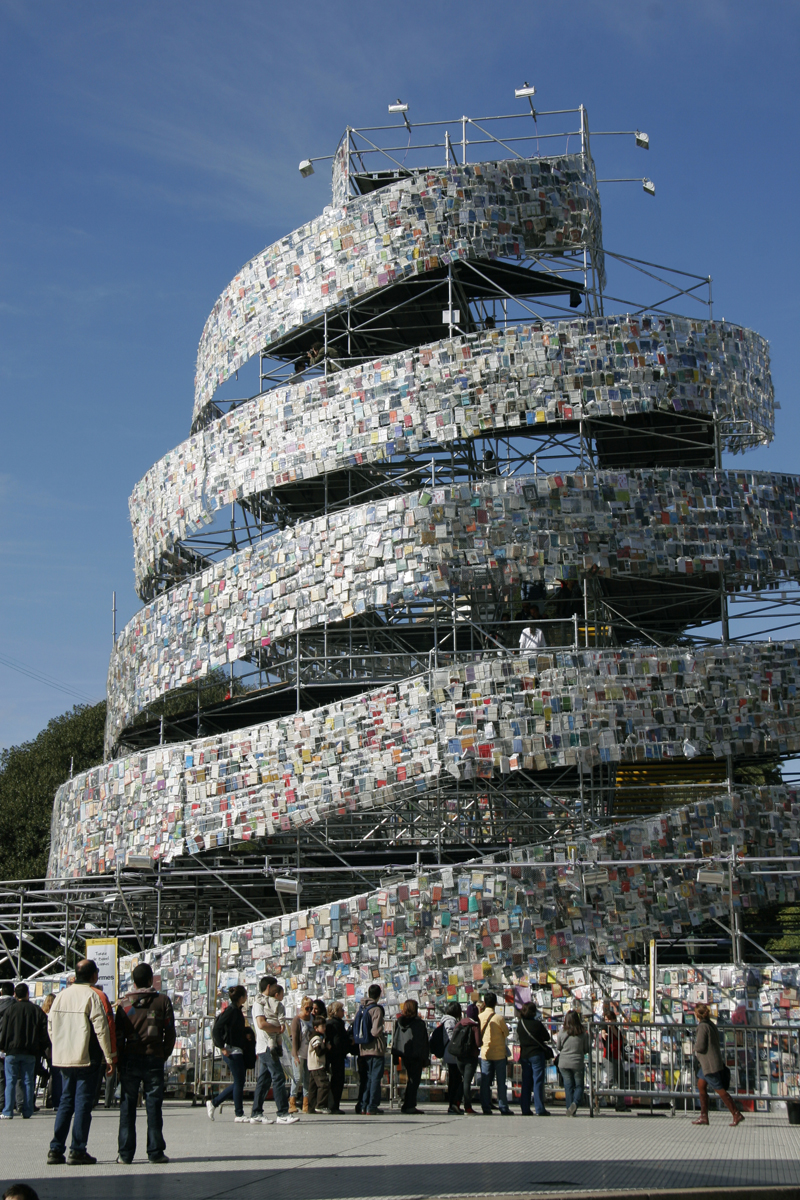
Torre de Babel. Instalación de la artista Marta Minujín en Buenos Aires, Capital Mundial del Libro 2011.

| Año  | Ciudad        | País                   |
| ---- | ------------- | ---------------------- |
| 2001 | Madrid        | España                 |
| 2002 | Alejandría    | Egipto                 |
| 2003 | Nueva Delhi   | India                  |
| 2004 | Amberes       | Bélgica                |
| 2005 | Montreal      | Canadá                 |
| 2006 | Turín         | Italia                 |
| 2007 | Bogotá        | Colombia               |
| 2008 | Ámsterdam     | Países Bajos           |
| 2009 | Beirut        | Líbano                 |
| 2010 | Liubliana     | Eslovenia              |
| 2011 | Buenos Aires  | Argentina              |
| 2012 | Ereván        | Armenia                |
| 2013 | Bangkok       | Tailandia              |
| 2014 | Port Harcourt | Nigeria                |
| 2015 | Incheon       | Corea del Sur          |
| 2016 | Breslavia     | Polonia                |
| 2017 | Conakri       | Guinea                 |
| 2018 | Atenas        | Grecia                 |
| 2019 | Sharjah       | Emiratos Árabes Unidos |
| 2020 | Kuala Lumpur  | Malasia                |
| 2021 | Tiflis        | Georgia                |
| 2022 | Guadalajara   | México                 |
| 2023 | Acra          | Ghana                  |
| 2024 | Estrasburgo   | Francia                |

### En España
El rey Alfonso XIII firmó un Real Decreto el 6 de febrero de 1926 por el que se creaba oficialmente una fiesta del libro español, a la que se denominó Día del Libro, que se celebraría en la fecha que entonces se creía que había nacido Cervantes, el 7 de octubre. La idea original fue del escritor y editor valenciano Vicente Clavel Andrés, proponiéndola a la Cámara Oficial del Libro de Barcelona, donde se aprueba en marzo de 1925, proponiendo la citada entidad se celebrara en octubre de cada año, en la fecha del nacimiento de Cervantes, coincidiendo en el primer año con la Exposición del Libro Español en Buenos Aires. Poco después, en 1930, se instaura definitivamente la fecha del 23 de abril como Día del Libro.
La celebración arraigó rápidamente en toda España, en especial en las ciudades sede de Universidades, desde Barcelona, se extendió por toda Cataluña, aunque la denominación oficial se fue diluyendo poco a poco al coincidir con el día del santo Patrón, conocido como «Día de San Jorge» (Diada de Sant Jordi). En otras zonas no universitarias de España la fiesta se mantenía con escasa importancia o incluso desaparecía aunque desde los años 80 del siglo XX ha vuelto la tradición con fuerza, sobre todo en Madrid. Con el tiempo se hizo tradicional en Cataluña el intercambio y regalo de rosas y libros entre parejas y personas queridas en esa fecha, convirtiéndose en una de las jornadas populares más celebradas. 
Esta tradición fue uno de los argumentos utilizados por la UNESCO para declarar el 23 de abril «Día Internacional del Libro».
En España se celebra en esta fecha la entrega anual del Premio Cervantes, el mayor galardón otorgado a los autores hispanos.

## Celebraciones en otras fechas
Algunos países realizan actos semejantes en otras fechas. En Reino Unido e Irlanda, el primer jueves de marzo realizan el llamado «World Book Day» (Día Mundial del Libro).
Chile instituyó su propio Día del Libro en 1927, en recuerdo del natalicio de Andrés Bello, el 29 de noviembre. Con el paso de los años, este día cayó en el olvido y en la actualidad se celebra el Día Mundial del Libro el 23 de abril, al igual que en los demás países.
En Uruguay dicha celebración lleva el nombre de «Día Nacional del Libro» y se realiza el 26 de mayo, dado que fue en esa fecha de 1816, que se creó la primera biblioteca pública nacional, a partir de la idea de Dámaso Antonio Larrañaga, quien acompañó a Artigas en la Revolución Oriental. «Sean los orientales tan ilustrados como valientes» fue la respuesta del general Artigas ante la consulta de la creación de una biblioteca para todos los orientales.
En Paraguay, por resolución del 9 de junio de 1980 del Ministerio de Educación y Culto, se instituyó el 25 de junio como «Día del Libro Paraguayo». En esa fecha, precisamente el 25 de junio de 1612 el paraguayo Ruy Díaz de Guzmán, primer historiador paraguayo, nieto de Domingo Martínez de Irala y de la india Leonor, concluyó el manuscrito de su obra La Argentina, primer libro escrito en estas regiones de la América.

## Celebraciones en México
Aunque mundialmente el Día del Libro es el 23 de abril, en México también se celebra el 12 de noviembre, esto por decreto presidencial en 1979, en el marco del nacimiento de la poeta mexicana Sor Juana Inés de la Cruz (1651), la cual es una figura entregada a la lectura y el fervor por el saber.
Las actividades que se realizan en el Día Nacional del Libro son muy variadas, desde talleres de lectura, hasta ferias del libro, las que tienen la intención fundamental de expandir y difundir la importancia de la lectura y aún más, fomentar su gusto, ya que la lectura llevada a cabo de forma obligada presenta muchos menos beneficios.
Y se hacen todo este tipo de celebraciones porque ahora estamos en un mundo cada vez más digitalizado, y con el Día del Libro sigue siendo un recordatorio de la importancia de la palabra escrita, el poder de la imaginación y la necesidad de preservar y promover la diversidad cultural a través de la literatura.

## Celebraciones en Colombia
En Colombia el 23 abril se desarrollan diferentes iniciativas encaminadas a la celebración del Día Internacional del Libro, entre ellas la Feria Internacional del Libro de Bogotá (FiLBo).
En diferentes regiones de Colombia, las bibliotecas públicas, las bibliotecas comunitarias, las instituciones educativas y las colectivas comunitarias, desarrollan actividades que celebran la fecha y promueven el acceso al libro, a la lectura, escritura y oralidad. Estas actividades son financiadas en algunos casos por las entidades públicas y en otros por las comunidades que las reciben.

## Temas
- 1998: Reading is Cool, ('Leer es genial')[18]
- 1999: Give a Book, ('Regala un libro')[18]
- 2000: Reading is Refreshing, ('Leer es refrescante')[18]
- 2001: Happy Hour, ('Hora feliz')[18]
- 2002: Hourly Happiness, ('Felicidad por hora')[18]
- 2003: Friends for Life, ('Amigos para toda la vida')[18]
- 2004: Reading: a Non-Stop Journey, ('Leer: un viaje sin fin')[18]
- 2005: Reading is Forever, ('Leer es para siempre')[18]
- 2006: Literacy Changes Lives, ('La alfabetización cambia vidas')[18]
- 2007: Reading is the Key, ('Leer es la clave')[18]
- 2008: International Year of Languages, ('Año internacional de las lenguas')[18]
- 2009: Development of Quality Education and the Link between Publishing and Human Rights, ('Desarrollo de la educación de calidad y el vínculo entre la edición y los derechos humanos')[18]
- 2010: International Year for the Rapprochement of Cultures, ('Año internacional del acercamiento de las culturas')[18]
- 2011: Evolution of Book Production, from Writing to Digital, ('Evolución de la producción del libro, de la escritura al digital')[18]
- 2012: Books, Translation, Reading and Copyright, ('Libros, traducción, lectura y derechos de autor')[18][19]
- 2013: Reading, Publishing and the Protection of Intellectual Property Through Copyright, ('Lectura, edición y la protección de la propiedad intelectual a través de los derechos de autor')[18]
- 2014: Be Smart-Read Books!, ('¡Sé inteligente, lee libros!')[18]
- 2015: Read the World, ('Lee el mundo')[18]
- 2018: Reading, it’s my Right, ('Leer, es mi derecho')[18]
- 2019: Share a Story, ('Comparte una historia')[20]
- 2020: Books have the Unique Ability to Entertain and to Teach, ('Los libros tienen la capacidad única de entretener y enseñar')[21]
- 2021: Share a Story, ('Comparte una historia')[22][23]
- 2022: Read, so You Never Feel Low, ('Lee, para que nunca te sientas mal')[24]
- 2023: Indigenous Languages!, ('¡Las lenguas indígenas!')[25]
- 2024: Read Your Way, ('Lee a tu manera')[26]